# Gråjärpe
Gråjärpe (Dendragapus obscurus) är en fågel i familjen fasanfåglar inom ordningen hönsfåglar.

## Utseende och läte
Gråjärpen är en rätt stor hönsfågel med en kroppslängd på 47–57 cm hos hanen och 44–48 cm hos honan. Den är mycket lik nära släktingen sotjärpen och de båda behandlades tidigare som samma art. Båda två är rätt enhetligt gråaktiga eller gråbruna. Honan är ljusfläckad utan antydning till bandning som hos den mindre granjärpen, medan hanen är mörkgrå. Den svartaktiga stjärten saknar sotjärpens tydliga ljust ändband.
Under spelet visar hanen upp en lilafärgad strupsäck (gul hos sotjärpen) och uppsvällda gula hudflikar ovan ögat. Från hanen hörs en hoande serie, både ljusare och starkare än sotjärpens och dessutom längre (sex i stället för fem stavelser).

## Utbredning och systematik
Gråjärpe delas in i fyra underarter med följande utbredning:
- Dendragapus obscurus richardsoni – förekommer från Alaska och södra Yukon till Idaho, västra Montana och nordvästra Wyoming.
- Dendragapus obscurus pallidus – förekommer från södra centrala British Columbia till östra Washington och nordöstra Oregon.
- Dendragapus obscurus oreinus – förekommer i bergsområden i nordöstra Nevada och angränsande områden i Utah.
- Dendragapus obscurus obscurus – förekommer i bergsområden från Wyoming till Colorado, Arizona och New Mexico.

Tidigare behandlades gråjärpe och sotjärpe (Dendragapus fuliginosus) som samma art och kallades då tillsammans blåjärpe.

### Släktskap
Gråjärpe placerades tidigare tillsammans med andra järpar, orrar, präriehöns, ripor och tjädrar i den egna familjen skogshöns (Tetraonidae). Genetiska studier visar dock att de utgör en del av familjen Phasianidae. Där utgör de en klad närmast släkt med kalkoner (Meleagris) och dessa två tillsammans med koklassfasan (Pucrasia macrolopha). Gråjärpe och systerarten sotjärpe står närmast präriehönsen i Tympanuchus.

## Levnadssätt
Gråjärpen hittas i skogsområden, vanligen med inslag av barrträd och snårig undervegetation. Den ses vanligen på marken, lättast under högsommaren när hönor med kycklingar frekventerar vägrenar och stigar. Födan består av vegetabilier, framför allt barr.

## Status och hot
Arten har ett stort utbredningsområde och en stor population, men tros minska i antal, dock inte tillräckligt kraftigt för att den ska betraktas som hotad. Internationella naturvårdsunionen IUCN kategoriserar därför arten som livskraftig (LC). Världspopulationen uppskattas till tre miljoner individer.

## Bilder

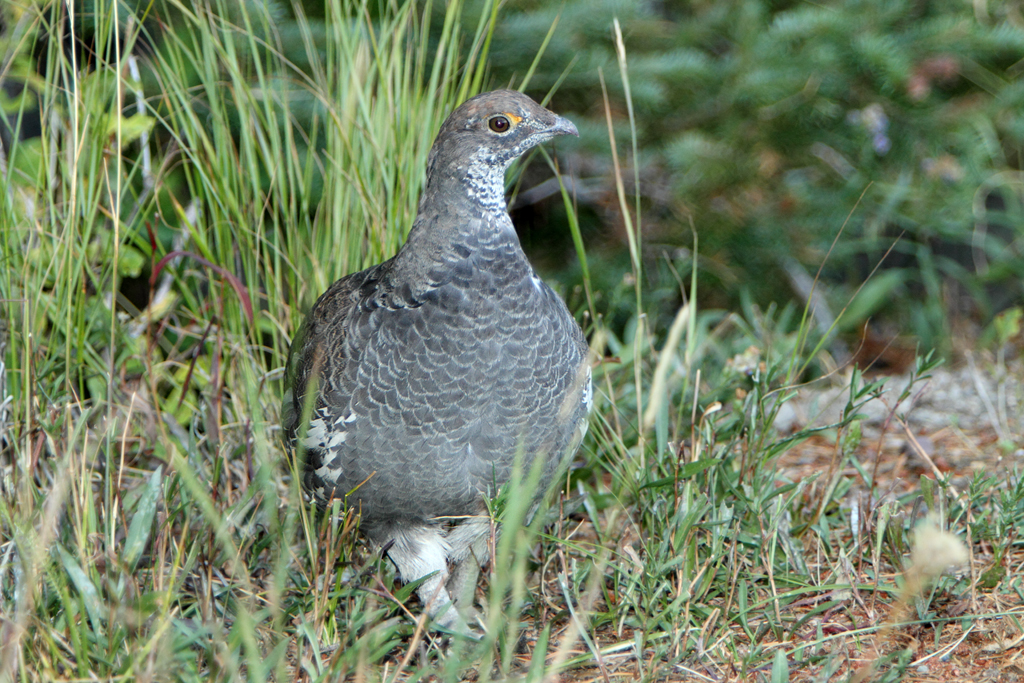
Adult hane
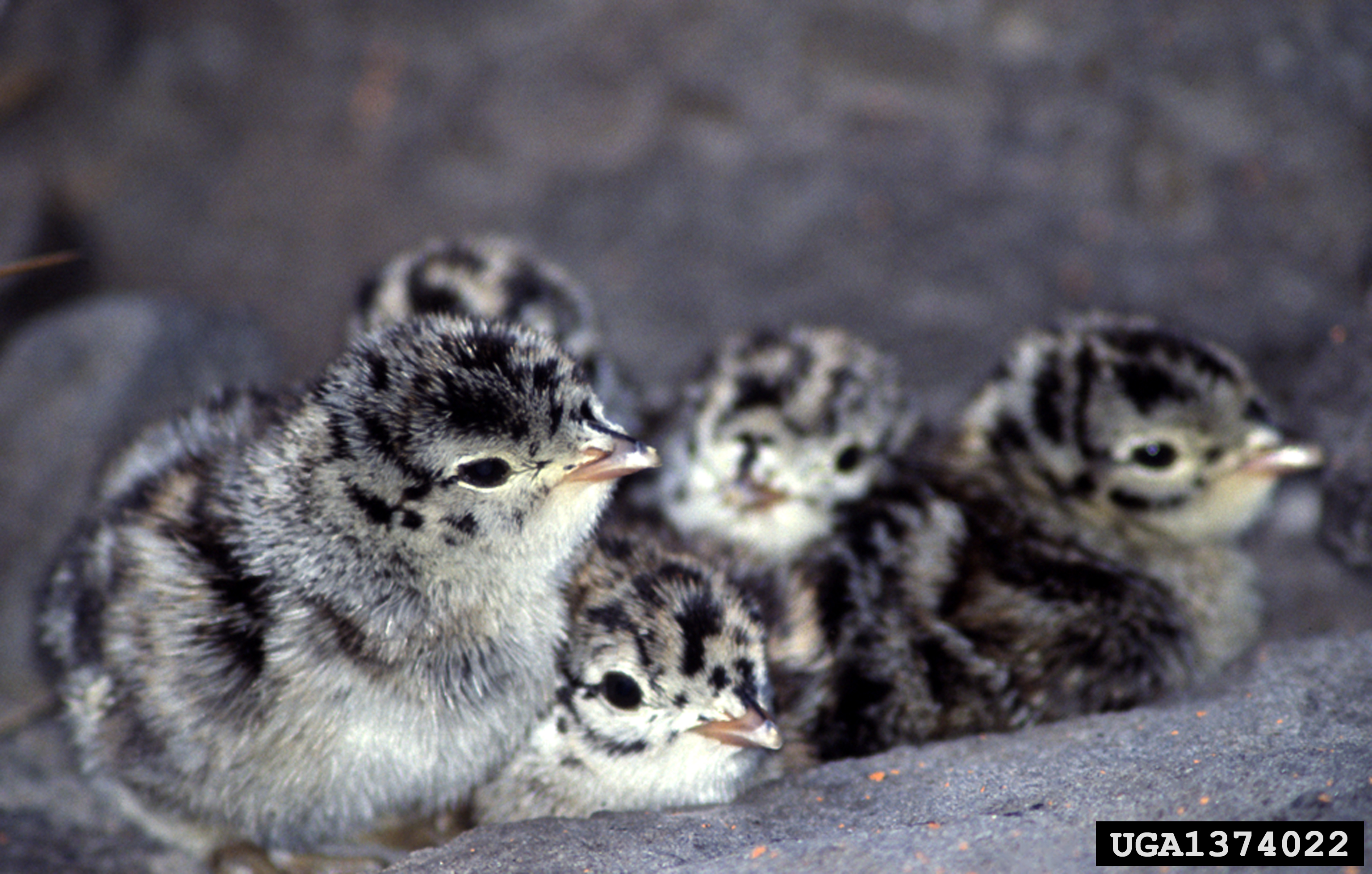
Dunungar.
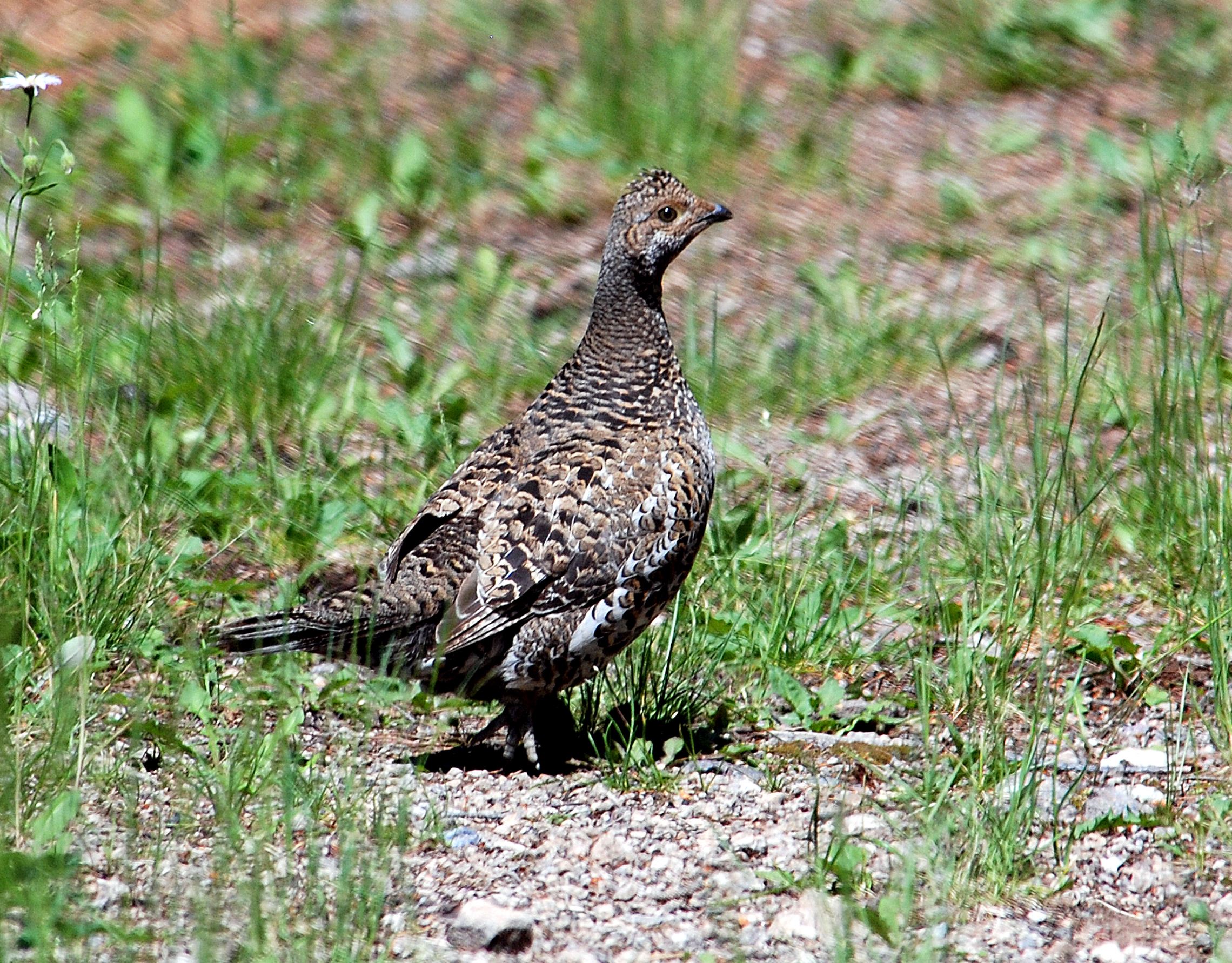
Hona